# Кугушев, Георгий Иванович
Князь Георгий Иванович Кугу́шев (14 [26] марта 1896, Санкт-Петербург — 11 мая 1971, Свердловск) — советский актёр и режиссёр оперетты. Народный артист РСФСР (1960). Лауреат Сталинской премии второй степени (1946).

## Биография
Родился 2 (14) марта 1896 года в Санкт-Петербурге. Из рода князей Кугушевых. В 1907—1917 годах учился в Петербурге в Пажеском корпусе, который не закончил из-за революционных событий.
В 1917—1919 годах занимался в театральной студии С. А. Найдёнова в Ялте и одновременно работал в драматической труппе С. Новикова. В 1919 году впервые выступил в оперетте в Симферополе. В 1921—1922 годах в составе 1-й Конной армии С. М. Будённого. В 1922 году актёр театра Политуправления СКВО.
В 1923—1934 годах работал актёром и режиссёром в театрах оперетты Харькова, Одессы, Нижнего Новгорода, Ростова-на-Дону.
В 1934—1937 и 1943—1947 годах — главный режиссёр, в 1947—1961 годах — художественный руководитель Свердловского театра музыкальной комедии. В 1937 году, узнав о возможности репрессирования, как выходца из дворян, уезжает из Свердловска. В 1938 году, находясь на должности главного режиссёра Ивановского ТМК, был арестован, приговорён к 5 годам ссылки в Казахстан. В 1939 году актёр филармонии в Павлодаре, в 1940 году — актёр и режиссёр Петропавловского областного драматического театра. В 1943 году по просьбе коллектива Свердловского ТМК был возвращён в родной театр на прежнюю должность.
Теоретик жанра оперетты. Как режиссёр, стремился к преодолению «опереточных» штампов, созданию цельного содержательного спектакля. Привлек к работе в театре талантливых дирижёров, режиссёров, художников из Москвы, Ленинграда и крупных культурных центров периферии (В. В. Щербачев, Ю. С. Милютин, О. Б. Фельцман, А. П. Рябов, И. Н. Ковнер, Н. А. Адуев). Под его руководством Свердловский ТМК стал пропагандистом советской музыкальной комедии. Инициатор привлечения сил местных авторов, в частности, поставленная им в 1955 году оперетта «Марк Береговик» К. А. Кацман (по мотивам П. П. Бажова) удостоена лауреатского диплома I степени на Всесоюзном Фестивале драматических и музыкальных театров, ансамблей и хоров в 1957 году.
В 1962—1968 годах преподавал в Уральской консерватории (с 1965 года доцент).
Умер 11 мая 1971 года в Свердловске. Похоронен на Широкореченском кладбище.

### Семья
Жена — артистка Свердловского драматического театра Кугушева-Калиновская Ирина Вениаминовна (умерла 3 марта 1945 года).

## Режиссёрские работы
- 1935 — «Перикола» Ж. Оффенбаха
- 1937 — «Сорочинская ярмарка» А. П. Рябова
- 1944 — «Табачный капитан» В. В. Щербачёва
- 1945 — «Бронзовый бюст» И. Н. Ковнера
- 1947 — «Беспокойное счастье» Ю. С. Милютина
- 1948 — «Акулина» И. Н. Ковнера
- 1949 — «Прекрасная Елена» Ж. Оффенбаха
- 1953 — «Огоньки» Г. В. Свиридова
- 1955 — «Марк Береговик» К. А. Кацман
- 1961 — «Простор широкий» Е. П. Родыгина
- 1964 — «Сто чертей и одна девушка» Т. Н. Хренникова
- «Дочь фельдмаршала» О. Б. Фельцмана

## Фильмография
- 1944 — Сильва — Ферри

## Награды и премии
- Сталинская премия второй степени (1946) — за постановку музыкального спектакля «Табачный капитан» В. В. Щербачёва
- народный артист РСФСР (1960)